# كرد كندي (سردابة)
کرد کندي (بالفارسية: کردکندی) هي قرية تقع في إيران في أردبيل. يقدر عدد سكانها بـ 206 نسمة بحسب إحصاء 2016.